# Chlor nitrat
Chlor nitrat có công thức hóa học là ClNO3 (ClONO2) là một loại khí trong khí quyển có trong tầng bình lưu. Nó là một trong những loại khí làm suy giảm và phá hủy tầng ôzôn.
Hợp chất này phản ứng rất mạnh và có thể gây nổ với kim loại, muối chloride kim loại, rượu, ete và hầu hết các hợp chất hữu cơ. Khi đun nóng, chlor nitrat bị phân hủy, giải phóng hỗn hợp các khí độc gồm Cl2 và NOx(các oxide nitơ).

### Điều chế
Chlor nitrat có thể được điều chế bằng phản ứng của dichlor monoxide và dinitơ pentoxide ở nhiệt độ 0 °C:
Cl2O + N2O5 → 2ClONO2
hoặc bằng phản ứng của chlor monofluoride với acid nitric:
ClF + HNO 3 → HF + ClONO 2

### Tính chất
Chlor nitrat phản ứng với hợp chất hữu cơ, ví dụ anken:
(CH3)2C=CH2 + ClONO 2 → O2NOC(CH3)2CH2Cl
Chlor nitrat cũng phản ứng với muối chloride kim loại, ví dụ titani(IV) chloride:
4ClONO2 + TiCl4 → Ti(NO3)4 + 4Cl2